# Asien Thepphasouvanh
Asien Thepphasouvanh (ur. 26 grudnia 2005) – laotański zapaśnik walczący w stylu wolnym. Brązowy medalista igrzysk Azji Południowo-Wschodniej w 2023 roku.